# Les Roches Noires
Pour les articles homonymes, voir Roches Noires.
 (décembre 2011).
Si vous disposez d'ouvrages ou d'articles de référence ou si vous connaissez des sites web de qualité traitant du thème abordé ici, merci de compléter l'article en donnant les références utiles à sa vérifiabilité et en les liant à la section « Notes et références ».
Les Roches Noires - aussi appelé Assoukhour Assawda (par calque du nom français : arabe : روش نوار, ou arabe : الصخور السوداء) - est l'un des quartiers de Casablanca (Maroc) qui forme avec Belvédère la commune de Roches Noires.
C'était l'un des quartiers les plus chics de la ville dans les années 1920. Il est maintenant un des plus beaux quartiers, situé au centre de Casablanca.
Le quartier abritait au départ plusieurs communautés d'Européens (français, italiens, portugais et espagnols).

## Origine
Comme son nom l'indique, à l'origine, le quartier comportait des roches noires, visibles sur des photos datant de l'époque du protectorat français du Maroc. Parmi les attractions du quartier se trouvaient un casino, un phare, une église de style gothique flamboyant et la plage.
Le quartier était historiquement dominé par les Français pendant le protectorat.
À Belvédère, plusieurs établissements d'enseignement existent : le collège Anatole France, à l'ancienne zone Industrie, l'école française Claude Bernard et l’École de la gare, rebaptisée « Imam Malik » après être devenue un collège-lycée puis un lycée fréquenté par les Marocains (cet établissement ayant été cédé en 1961 au ministère de l'Éducation nationale marocain).
On y trouve aussi l'ancienne Église Sainte-Maguerite, convertie et devenue la Mosquée Al Qods en 1981.